# Cúp bóng đá 1000 năm Thăng Long – Hà Nội (khu vực Hà Nội)
Khu vực Hà Nội của Giải bóng đá quốc tế Cúp 1000 năm Thăng Long – Hà Nội là một trong hai đợt thi đấu thuộc Cúp bóng đá quốc tế 1000 năm Thăng Long – Hà Nội, giải đấu giao hữu hướng tới kỷ niệm thủ đô Hà Nội của Việt Nam tròn 1000 năm tuổi. Trận đấu đầu tiên của giải đã diễn ra vào ngày 20 tháng 9 năm 2010, và hai trận đấu cuối cùng được thi đấu vào ngày 24 tháng 9.
Đội tuyển CHDCND Triều Tiên đã lên ngôi vô địch với 7 điểm giành được sau 3 lượt trận, Việt Nam xếp vị trí thứ hai với 4 điểm. Hai đội còn lại là U-23 Úc xếp vị trí thứ ba với 4 điểm (ít bàn thắng hơn Việt Nam) và U-23 Kuwait xếp vị trí cuối cùng.

## Các đội tham dự
- Việt Nam (chủ nhà)
- CHDCND Triều Tiên
- U-23 Úc
- U-23 Kuwait

## Địa điểm thi đấu
Tất cả các trận đấu đều được tổ chức tại Sân vận động Quốc gia Mỹ Đình, Hà Nội. Các trận đấu có đội chủ nhà Việt Nam được sắp xếp vào giờ muộn hơn.
| Hà Nội                        |
| ----------------------------- |
| Sân vận động Quốc gia Mỹ Đình |
| Sức chứa: 40.192              |
|                               |

## Tóm tắt giải đấu

### Lễ khai mạc và bế mạc
Lễ khai mạc của giải đã diễn ra ngay trước trận đấu mở màn của đội tuyển Việt Nam với phần giới thiệu các đội bóng tham dự, giới thiệu và bài phát biểu của các đại biểu đến xem trận đấu.
Lễ bế mạc và trao giải đã diễn ra ngay sau trận đấu cuối cùng, với chiếc cúp và vòng nguyệt quế được trao cho các cầu thủ và ban huấn luyện của đội tuyển CHDCND Triều Tiên. Việt Nam đã xếp vị trí thứ hai sau khi hòa Triều Tiên 0–0 ở lượt trận cuối cùng của giải.

### Thứ hạng chung cuộc
| VT | Đội               | ST | T | H | B | BT | BB | HS | Đ |  |     |     |     |     |
| -- | ----------------- | -- | - | - | - | -- | -- | -- | - |  | --- | --- | --- | --- |
| 1  | CHDCND Triều Tiên | 3  | 2 | 1 | 0 | 2  | 0  | +2 | 7 |  |     |     | 1–0 |     |
| 2  | Việt Nam (H)      | 3  | 1 | 1 | 1 | 3  | 2  | +1 | 4 |  | 0–0 |     |     | 3–0 |
| 3  | U-23 Úc           | 3  | 1 | 1 | 1 | 2  | 1  | +1 | 4 |  |     | 2–0 |     |     |
| 4  | U-23 Kuwait       | 3  | 0 | 1 | 2 | 0  | 4  | −4 | 1 |  | 0–1 |     | 0–0 |     |

### Các giải thưởng
- Đội vô địch: CHDCND Triều Tiên
- Đội á quân: Việt Nam
- Đội thứ ba: U-23 Úc
- Đội thứ tư: U-23 Kuwait
- Cầu thủ Việt Nam xuất sắc nhất: Nguyễn Minh Phương.[2]

## Các trận đấu
Tất cả thời gian được liệt kê là giờ địa phương, giờ chuẩn Việt Nam (UTC+7).
| CHDCND Triều Tiên | 1–0      | U-23 Úc |
| ----------------- | -------- | ------- |
| Pak Song-Chol 17' | Chi tiết |         |

| Việt Nam                                                                          | 3–0      | U-23 Kuwait |
| --------------------------------------------------------------------------------- | -------- | ----------- |
| - Nguyễn Việt Thắng 45' (ph.đ.) - Nguyễn Minh Phương 66' - Nguyễn Trọng Hoàng 84' | Chi tiết |             |

| U-23 Kuwait | 0–1      | CHDCND Triều Tiên |
| ----------- | -------- | ----------------- |
|             | Chi tiết | Al Chol-Hyok 70'  |

| U-23 Úc                                | 2–0      | Việt Nam |
| -------------------------------------- | -------- | -------- |
| - James Rooney 19' - Jason Michael 36' | Chi tiết |          |

| U-23 Kuwait | 0–0      | U-23 Úc |
| ----------- | -------- | ------- |
|             | Chi tiết |         |

| Việt Nam | 0–0      | CHDCND Triều Tiên |
| -------- | -------- | ----------------- |
|          | Chi tiết |                   |

## Cầu thủ ghi bàn
Đã có 7 bàn thắng ghi được trong 6 trận đấu, trung bình 1.17 bàn thắng mỗi trận đấu.